# Тимірязєвська (станція монорейки)
55°49′09″ пн. ш. 37°34′44″ сх. д. / 55.81917° пн. ш. 37.57889° сх. д.
«Тимірязєвська» — кінцева станція Московської монорейки. Наступна станція на лінії — «Вулиця Милашенкова». Розташована на території району «Бутирський» Північно-Східного адміністративного округу міста Москви. Перехід на станцію  Тимірязєвська Серпуховсько-Тимірязєвської лінії.

## Історія
Будівництво станції розпочали в квітні-травні 2003 року, коли на шляху монорейки було знесено службовий будинок Метробуду.
20 листопада 2004 року лінія монорейки розпочала працювати в «екскурсійному режимі». На лінії працювало 2 потяги, інтервал руху - 30 хвилин, час роботи - з 10:00 до 16:00, посадка здійснювалася тільки на станції «Вулиця Сергія Ейзенштейна», вихід на будь-який станції.
Для входу пасажирів станція була відкрита 29 листопада 2004 року. З липня 2005 року через продовження часу роботи Московської монорейки був введений новий режим роботи станції: з 7:50 до 20:00.
З 10 січня 2008 року по 22 січня 2017 року Московська монорейка працювала у режимі міського громадського транспорту, станція була відкрита для входу і виходу пасажирів з 6:50 до 23:00.
З 23 січня 2017 року з поверненням екскурсійного режиму станція відкрита для пасажирів з 7:50 до 20:00.

## Вестибулі та пересадки

### Вестибулі, входи і виходи
Станція має один вестибюль із західного боку платформи. Вестибюль обладнаний двома касами, чотирма турнікетами на вхід (включаючи один спеціальний у чергового і один багажний) і двома турнікетами на вихід (один з яких - багажний). На нижньому рівні станції розташовано ряд службових приміщень. У вестибюлі є медпункт. Зі східного боку станції є окремі входи до ліфта для інвалідів.
До західного торця платформи, що розташовано на другому рівні, веде тристрічковий поверховий ескалатор зі скляними балюстрадами. У східному торці платформи розташовано службове приміщення для чергового по станції і проходи до ліфта для спуску і підйому маломобільних громадян.

### Пересадки
За 50 м від станції розташовані станція метро «Тимірязєвська» Московського метрополітену та платформа «Тимірязєвська» Савеловського напрямку.
Біля станції розташовані зупинки наступних маршрутів наземного громадського транспорту:
- автобус № 12, 12к, 19, 23, 76, 126, 604; м10, 87, 310, 319, 415, 466, 994, т47, т78
- тролейбус № 56;

## Технічна характеристика
Конструкція станції — естакадна з острівної платформою, споруджена за індивідуальним проектом. Довжина платформи: 40,150 м, ширина платформи: 9,550 м

## Оздоблення
Платформа закрита від опадів трисклепінним металевим навісом, який підтримують шість пар опор по осі станції. Колія з зовнішніх сторін відкрита, є лише невеликі технічні сітчасті металеві балкони з перилами. В середині платформи споруджена металоконструкція з назвою станції і покажчиками, в нижній частині якої знаходиться прямокутна дерев'яна лава зі спинкою.

## Колійний розвиток
На станції є поворотний круг та стрілка оборотного типу з тупиковою колією для відстою аварійного або резервного складу.
| Попередня станція | Лінія | Лінія                | Лінія | Наступна станція   |
| ----------------- | ----- | -------------------- | ----- | ------------------ |
| Кінцева           |       | Московська монорейка |       | Вулиця Милашенкова |